# Hans-Bert Matoul
Hans-Bert Matoul (2. června 1945, Langeln – 17. srpna 2025 Wernigerode) byl východoněmecký fotbalista, útočník, reprezentant Východního Německa (NDR). V sezóně 1973/74 byl nejlepším střelcem východoněmecké oberligy.

## Fotbalová kariéra
Ve východoněmecké oberlize hrál za BSG Chemie Leipzig a 1. FC Lokomotive Leipzig. Nastoupil ve 158 ligových utkáních a dal 61 gólů. V roce 1966 získal s BSG Chemie Leipzig východoněmecký fotbalový pohár. V Poháru vítězů poháru nastoupil ve 3 utkáních a v Poháru UEFA nastoupil v 10 utkáních a dal 4 góly. Za reprezentaci Východního Německa (NDR) nastoupil v roce 1974 ve 3 utkáních a dal 1 gól. V roce 1974 byl členem širšího reprezentačního týmu pro mistrovství světa, ale do konečné nominace se nedostal. V roce 1974, kdy jeho otec, který jej přivedl k fotbalu, již nemohl ze zdravotních důvodů vykonávat svou profesi, ukončil ligovou kariéru a jako vyučený cukrář převzal po otci pekárnu v rodném městě.

## Ligová bilance
| Ročník           | Zápasy | Góly | Klub                     |
| ---------------- | ------ | ---- | ------------------------ |
| I. liga 1965/66  | 13     | 5    | BSG Chemie Leipzig       |
| I. liga 1966/67  | 17     | 4    | BSG Chemie Leipzig       |
| I. liga 1967/68  | 21     | 4    | BSG Chemie Leipzig       |
| I. liga 1968/69  | 7      | 0    | BSG Chemie Leipzig       |
| I. liga 1969/70  | 1      | 1    | BSG Chemie Leipzig       |
| I. liga 1970/71  | 23     | 8    | BSG Chemie Leipzig       |
| I. liga 1971/72  | 25     | 5    | 1. FC Lokomotive Leipzig |
| I. liga 1972/73  | 26     | 14   | 1. FC Lokomotive Leipzig |
| I. liga 1973/74  | 25     | 16   | 1. FC Lokomotive Leipzig |
| II. liga 1975/76 | 8      | 6    | Einheit Wernigerode      |
| II. liga 1976/77 | 22     | 12   | Einheit Wernigerode      |
| II. liga 1977/78 | 21     | 6    | Einheit Wernigerode      |
| II. liga 1978/79 | 21     | 3    | Einheit Wernigerode      |
| II. liga 1979/80 | 15     | 3    | Einheit Wernigerode      |
| CELKEM I. liga   | 158    | 61   |                          |